# Tam giác
Tam giác hay hình tam giác là một loại hình cơ bản trong hình học: hình hai chiều phẳng có ba đỉnh là ba điểm không thẳng hàng và ba cạnh là ba đoạn thẳng nối các đỉnh với nhau. Tam giác là đa giác có số cạnh ít nhất (3 cạnh). Tam giác luôn luôn là một đa giác đơn và luôn là một đa giác lồi (các góc trong luôn nhỏ hơn 180°). Một tam giác có các cạnh AB, BC và AC được ký hiệu là {\displaystyle \triangle ABC}.

## Từ nguyên
Chữ Hán: 三角; nghĩa: "ba góc".

## Các yếu tố trong một tam giác

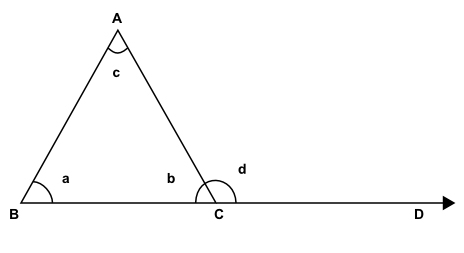
Góc trong ACB và góc ngoài tương ứng là ACD

Các góc trong một tam giác được gọi là góc trong. Các góc kề bù với góc trong được gọi là góc ngoài. Góc ngoài thì bằng tổng các góc trong không kề bù với nó. Mỗi tam giác chỉ có 3 góc trong và 6 góc ngoài.

### Các đường đồng quy của tam giác

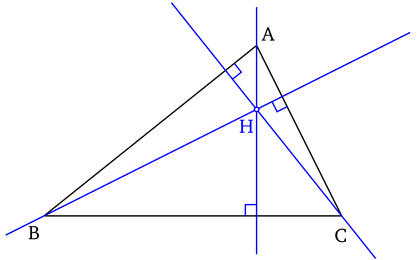
Trực tâm H của tam giác ABC

Đường cao là một đoạn thẳng đi qua một đỉnh và vuông góc với cạnh đối diện của đỉnh đó. Mỗi tam giác chỉ có ba đường cao. Ba đường cao của một tam giác đồng quy tại một điểm, điểm này được gọi là trực tâm của tam giác. Đường cao đi qua đỉnh góc vuông của một tam giác vuông thì sẽ chia tam giác ấy thành 2 tam giác đồng dạng với và cùng đồng dạng với tam giác đã cho.

Trọng tâm của tam giác

Đường trung tuyến là một đoạn thẳng nối từ đỉnh đến trung điểm của cạnh đối diện. Một tam giác chỉ có ba đường trung tuyến. Ba đường trung tuyến của một tam giác đồng quy tại một điểm, điểm này được gọi là trọng tâm của tam giác. Khoảng cách từ trọng tâm đến mỗi đỉnh bằng {\displaystyle {\frac {2}{3}}} đường trung tuyến tương ứng với đỉnh đó và suy ra, khoảng cách từ trọng tâm đến mỗi trung điểm bằng {\displaystyle {\frac {1}{3}}} đường trung tuyến tương ứng với điểm đó. Trên một mặt phẳng, đường thẳng đi qua bất kỳ một đỉnh và trọng tâm của tam giác đều thì chia tam giác đó thành hai tam giác có diện tích bằng nhau. Trong một tam giác, ba trung tuyến chia tam giác đó thành 6 tam giác có diện tích bằng nhau.

Tâm và đường tròn ngoại tiếp tam giác

Đường trung trực của một tam giác là đường vuông góc với một cạnh của tam giác đó tại trung điểm. Mỗi tam giác chỉ có ba đường trung trực. Ba đường trung trực của một tam giác đồng quy tại một điểm, điểm đó có tên gọi là tâm của đường tròn ngoại tiếp tam giác. Tâm của đường tròn ngoại tiếp tam giác cách đều ba đỉnh của tam giác đó.

Tâm và đường tròn nội tiếp tam giác

Đường phân giác là đoạn thẳng nối từ đỉnh đến cạnh đối diện và chia góc ở đỉnh làm 2 phần có số đo góc bằng nhau. Mỗi tam giác chỉ có ba đường phân giác. Ba đường này đồng quy tại một điểm. Điểm đó có tên gọi là tâm của đường tròn nội tiếp tam giác. Khoảng cách từ tâm của đường tròn nội tiếp tam giác tới các cạnh là bằng nhau. Đường phân giác đi qua một góc của một đỉnh tam giác thì chia cạnh đối diện của góc đó những đoạn tỉ lệ với hai cạnh còn lại của tam giác.
Theo định lý Euler: Trong một tam giác: trực tâm, trọng tâm, tâm của đường tròn ngoại tiếp tam giác cùng thuộc một đường thẳng, trọng tâm sẽ nằm giữa trực tâm và tâm của đường tròn ngoại tiếp tam giác, từ trực tâm đến tâm của đường tròn ngoại tiếp tam giác sẽ bằng 3 lần từ trọng tâm đến tâm của đường tròn ngoại tiếp tam giác. Đường thẳng chứa ba điểm đó được gọi là đường thẳng Euler.

Đường thẳng Euler (Màu đỏ)

Đối với các đường đồng quy của một tam giác (đường cao, đường trung tuyến, đường trung trực, đường phân giác), ta có thể nhận xét như sau:
1. Trọng tâm và tâm đường tròn nội tiếp luôn luôn nằm trong tam giác.
2. Trực tâm nằm ngoài tam giác khi đó là tam giác tù, trùng với đỉnh góc vuông khi đó là tam giác vuông, nằm bên trong khi đó là tam giác nhọn.
3. Tâm của đường tròn ngoại tiếp tam giác nằm ngoài tam giác khi đó là tam giác tù, trùng với cạnh (là trung điểm của cạnh huyền) khi đó là tam giác vuông, nằm bên trong tam giác khi đó là tam giác nhọn.
4. Trong một tam giác cân: trực tâm, trọng tâm, tâm của đường tròn ngoại tiếp tam giác, tâm của đường tròn nội tiếp tam giác sẽ thẳng hàng với nhau. Đường thẳng đó chính là đường trung tuyến, đồng thời cũng là đường phân giác, đường trung trực và đường cao ứng với cạnh đáy.
5. Trong một tam giác đều: trực tâm, trọng tâm, tâm của đường tròn ngoại tiếp tam giác, tâm của đường tròn nội tiếp tam giác trùng nhau. Các cặp đường trung tuyến, đường phân giác, đường trung trực, đường cao cũng trùng nhau.
6. Đường trung bình của tam giác là đoạn thẳng nối hai trung điểm của hai cạnh trong một tam giác. Đường trung bình có tính chất: song song với cạnh thứ ba và bằng một nửa cạnh thứ ba.

## Sự bằng nhau giữa các tam giác
Hai tam giác được gọi là bằng nhau khi chúng có thể đặt trùng khít lên nhau sau một số phép tịnh tiến, quay và đối xứng. Nói cách khác hai tam giác được gọi là bằng nhau nếu chúng có các cạnh tương ứng bằng nhau và các góc tương ứng bằng nhau. Hai tam giác bằng nhau khi và chỉ khi thỏa mãn một trong bảy điều kiện sau đây:
1. Hai tam giác có ba cặp cạnh tương ứng bằng nhau thì bằng nhau (cạnh - cạnh - cạnh).
2. Hai tam giác có hai cặp cạnh bất kỳ tương ứng bằng nhau và cặp góc xen giữa các cạnh đó bằng nhau thì bằng nhau (cạnh - góc - cạnh).
3. Hai tam giác có một cặp cạnh bất kỳ bằng nhau và hai cặp góc kề với cặp cạnh ấy bằng nhau thì bằng nhau  (góc - cạnh - góc).
4. Hai tam giác vuông có cặp cạnh huyền và một cặp cạnh góc vuông bằng nhau thì bằng nhau (cạnh huyền -  cạnh góc vuông).
5. Hai tam giác vuông có cặp cạnh huyền và một cặp góc nhọn bằng nhau thì bằng nhau (cạnh huyền - góc nhọn).
6. Hai tam giác vuông có hai cặp cạnh góc vuông bằng nhau thì bằng nhau (cạnh góc vuông - cạnh góc vuông).
7. Hai tam giác vuông có một cặp cạnh góc vuông và góc nhọn kề nó bằng nhau thì bằng nhau (cạnh góc vuông - góc nhọn kề).
8. Quan hệ bằng nhau giữa các tam giác là trường hợp đặc biệt của quan hệ đồng dạng giữa các tam giác khi các cạnh tỷ lệ nhau theo hệ số tỷ lệ là 1.

## Sự đồng dạng giữa các tam giác

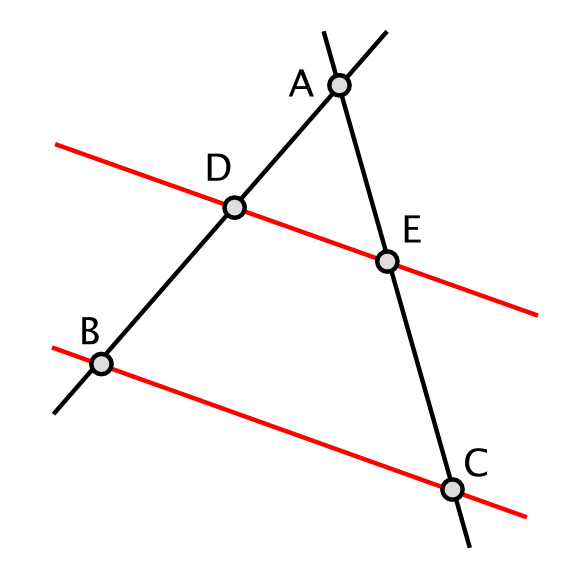
Tam giác ADE đồng dạng với tam giác ABC

Hai tam giác được gọi là đồng dạng nếu một trong chúng bằng với một tam giác nhận được từ tam giác kia sau một phép vị tự. Các điều kiện cần và đủ để hai tam giác đồng dạng:
1. Hai tam giác có ba cặp cạnh tương ứng tỷ lệ với nhau thì đồng dạng.(Cạnh-cạnh-cạnh).
2. Hai tam giác có hai cặp góc tương ứng bằng nhau thì đồng dạng. (Góc-góc).
3. Hai tam giác có hai cặp cạnh tương ứng tỷ lệ và góc xen giữa hai cặp cạnh ấy bằng nhau thì đồng dạng. (Cạnh-góc-cạnh).
4. Hai tam giác vuông có cặp cạnh huyền và một cặp cạnh góc vuông tương ứng tỷ lệ thì đồng dạng.(Cạnh huyền-cạnh góc vuông).
5. Hai tam giác bằng nhau thì đồng dạng.

Các tính chất của tam giác đồng dạng:
Tỉ số đồng dạng của hai tam giác là tỷ số giữa hai cạnh tương ứng bất của hai tam giác đó khi chúng đồng dạng
1. Tỉ số hai đường phân giác, hai đường cao, hai đường trung tuyến, hai đường tròn ngoại tiếp tam giác, hai đường tròn nội tiếp tam giác, hai chu vi tương ứng của hai tam giác đồng dạng bằng tỉ số đồng dạng.
2. Tỉ số diện tích của hai tam giác đồng dạng bằng bình phương tỉ số đồng dạng.

## Phân loại tam giác
Trong hình học mặt phẳng thuật ngữ "tam giác" thường được hiểu là tam giác nằm trên một mặt phẳng. Ngoài ra còn có tam giác cầu trong hình học cầu, tam giác hyperbol trong hình học hyperbol. Tam giác phẳng có một số dạng đặc biệt, được xét theo tính chất các cạnh và các góc của nó:

### Theo độ dài các cạnh
- Tam giác thường là tam giác cơ bản nhất, có độ dài các cạnh khác nhau, số đo góc trong cũng khác nhau. Tam giác thường cũng có thể bao gồm các trường hợp đặc biệt của tam giác.
- Tam giác cân là tam giác có hai cạnh bằng nhau, hai cạnh này được gọi là hai cạnh bên. Đỉnh của một tam giác cân là giao điểm của hai cạnh bên. Góc được tạo bởi đỉnh được gọi là góc ở đỉnh, hai góc còn lại gọi là góc ở đáy. Tính chất của tam giác cân là hai góc ở đáy thì bằng nhau.
- Tam giác đều là trường hợp đặc biệt của tam giác cân có cả ba cạnh bằng nhau. Tính chất của tam giác đều là có 3 góc bằng nhau và bằng 60°.

| Tam giác thường | Tam giác đều | Tam giác cân |
| Tam giác thường | Tam giác đều | Tam giác cân |

### Theo số đo các góc trong
- Tam giác vuông là tam giác có một góc bằng 90° (là góc vuông). Trong một tam giác vuông, cạnh đối diện với góc vuông gọi là cạnh huyền, là cạnh lớn nhất trong tam giác đó. Hai cạnh còn lại được gọi là cạnh góc vuông của tam giác vuông. Định lý Pythagoras là định lý nổi tiếng đối với hình tam giác vuông, mang tên nhà toán học lỗi lạc Pythagoras.
- Tam giác tù là tam giác có một góc trong lớn hơn lớn hơn 90° (một góc tù) hay có một góc ngoài bé hơn 90° (một góc nhọn).
- Tam giác nhọn là tam giác có ba góc trong đều nhỏ hơn 90° (ba góc nhọn) hay có tất cả góc ngoài lớn hơn 90° (sáu góc tù)

| Tam giác vuông | Tam giác tù     | Tam giác nhọn |
| Tam giác vuông | Tam giác tù     | Tam giác nhọn |
| Tam giác vuông | Tam giác thường |               |

- Tam giác vuông cân vừa là tam giác vuông, vừa là tam giác cân. Trong một tam giác vuông cân, hai cạnh góc vuông bằng nhau và mỗi góc nhọn bằng 45°.

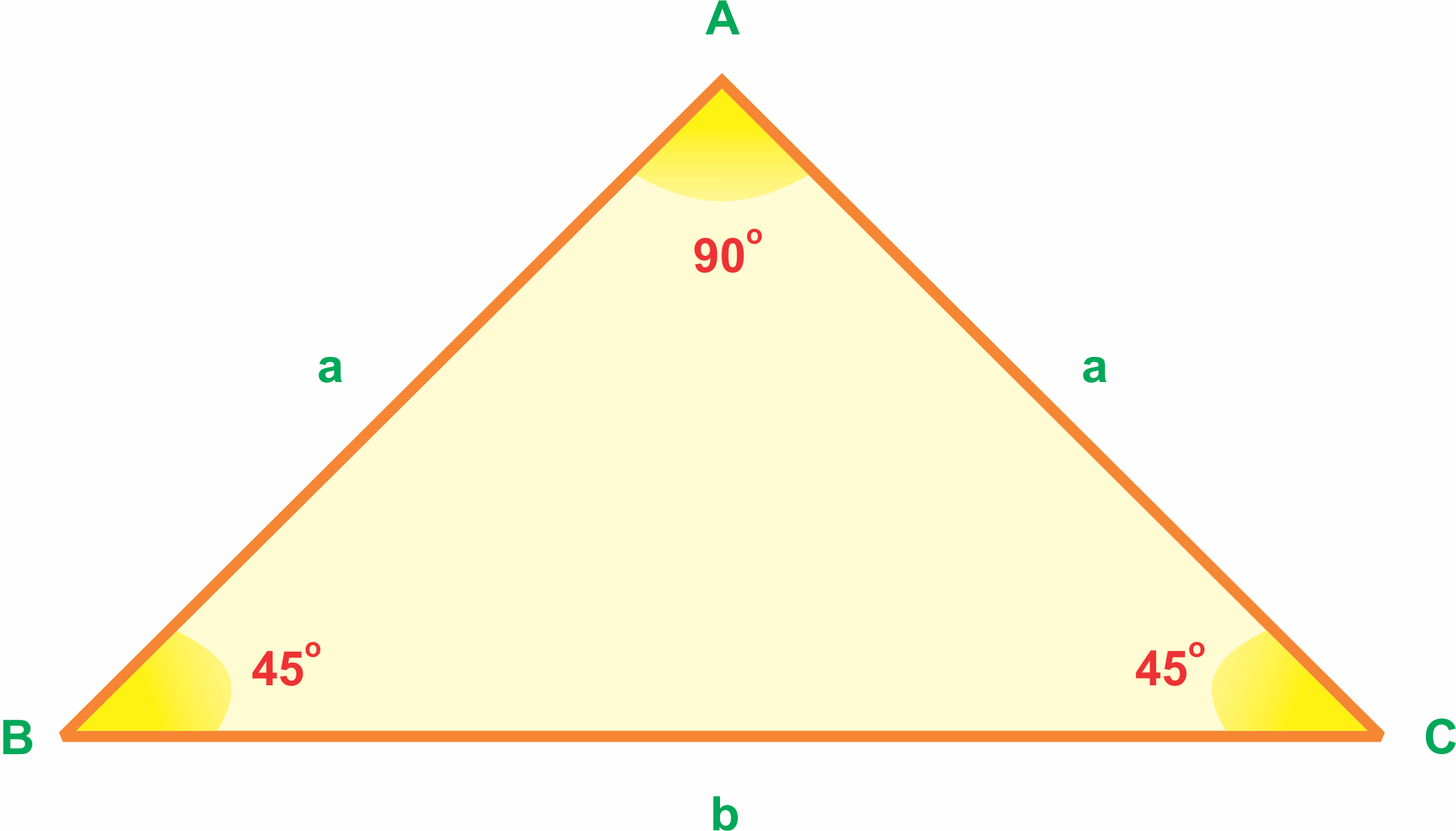
Tam giác vuông cân

## Một số tính chất của tam giác (trong hình học Euclid)
1. Tổng các góc trong của một tam giác bằng 180° (định lý tổng ba góc trong của một tam giác).
2. Độ dài mỗi cạnh lớn hơn hiệu độ dài hai cạnh kia và nhỏ hơn tổng độ dài của chúng (bất đẳng thức tam giác).
3. Trong một tam giác, cạnh đối diện với góc lớn hơn là cạnh lớn hơn. Ngược lại, góc đối diện với cạnh lớn hơn là góc lớn hơn (quan hệ giữa cạnh và góc đối diện trong tam giác).
4. Ba đường cao của tam giác cắt nhau tại một điểm được gọi là trực tâm của tam giác (đồng quy tam giác).
5. Ba đường trung tuyến của tam giác cắt nhau tại một điểm. Điểm đó được gọi là trọng tâm của tam giác. Hay còn gọi là ba đường trung tuyến của tam giác đồng quy tại một điểm( đồng quy tại một điểm có nghĩa là cùng đi qua 1 điểm). Khoảng cách từ trọng tâm đến 3 đỉnh của tam giác bằng 2/3 độ dài đường trung tuyến ứng với đỉnh đó. Đường trung tuyến của tam giác chia tam giác thành hai phần có diện tích bằng nhau (đồng quy tam giác).
6. Ba đường trung trực của tam giác cắt nhau tại một điểm là tâm đường tròn ngoại tiếp của tam giác (đồng quy tam giác).
7. Ba đường phân giác trong của tam giác cắt nhau tại một điểm là tâm đường tròn nội tiếp của tam giác (đồng quy tam giác).
8. Định lý hàm số cosin: Trong một tam giác, bình phương độ dài một cạnh bằng tổng bình phương độ dài hai canh còn lại trừ đi hai lần tích của độ dài hai cạnh ấy với cosin của góc xen giữa hai cạnh đó.
9. Định lý hàm số sin: Trong một tam giác tỷ lệ giữa độ dài của mỗi cạnh với sin của góc đối diện là như nhau cho cả ba cạnh.
10. Đường trung bình là đoạn thẳng nối trung điểm hai cạnh của tam giác; một tam giác có ba đường trung bình. Đường trung bình của tam giác thì song song với cạnh thứ ba và có độ dài bằng một nửa độ dài cạnh đó. Tam giác mới tạo bởi ba đường trung bình trong một tam giác thì nó đồng dạng với tam giác chủ của nó.
11. Trong tam giác, đường phân giác của một góc chia cạnh đối diện thành 2 đoạn thẳng tỷ lệ với 2 cạnh kề 2 đoạn thẳng đó.

Trong hình học phi Euclid thì một tam giác có thể có tổng ba góc phụ thuộc vào kích thước của tam giác, khi kích thước tam giác gia tăng thì tổng đó tiến tới giá trị là 0 và có diện tích là vô hạn.

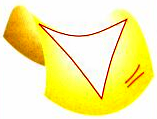
Trong hình học hyperbol, tổng ba góc trong một tam giác nhỏ hơn 180°.
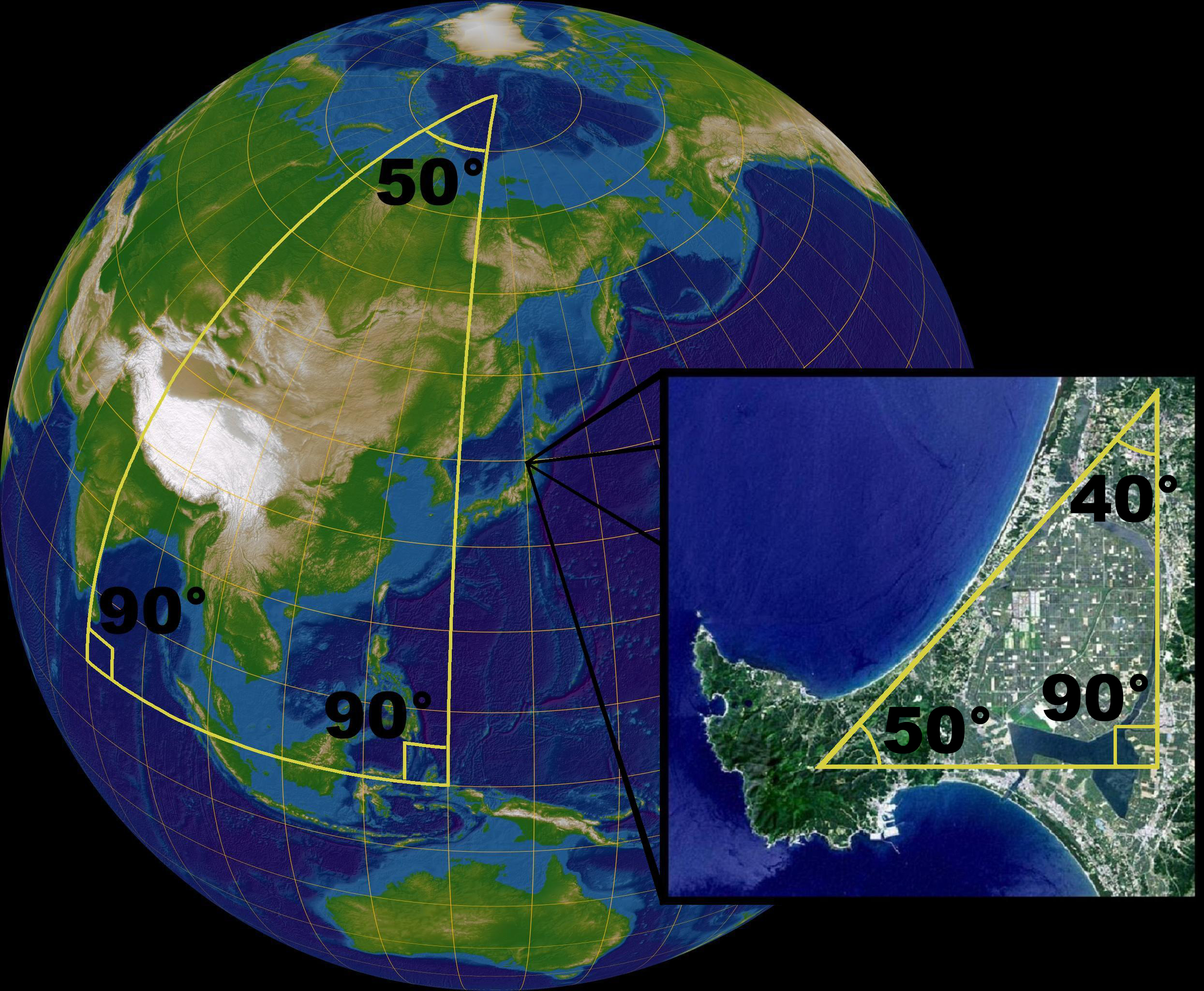
Trong hình học mặt cầu, tổng các góc trong của một tam giác cầu lớn hơn 180°.

## Các công thức tính diện tích tam giác
Tính diện tích tam giác là một bài toán cơ bản thường được gặp trong hình học sơ cấp.

### Bằng cách sử dụng hình học
Diện tích S bằng ½bh, trong đó b là độ dài của một cạnh bất kỳ của tam giác (thường gọi là đáy) và h là độ dài đường cao hạ từ đỉnh đối diện xuống cạnh ấy.
Có thể giải thích công thức này bằng cách dùng diện tích hình chữ nhật như sau:

Diện tích tam giác bằng một nửa diện tích hình bình hành, diện tích hình bình hành bằng diện tích một hình chữ nhật.

Từ một tam giác (màu xanh lục), ta sẽ sao một tam giác bằng nó,(màu xanh lam), quay góc 180°, và ghép chúng thành hình bình hành. Cắt một phần của hình bình hành, ghép lại thành hình chữ nhật. Vì diện tích hình chữ nhật là bh, nên diện tích tam giác là ½bh.
Nói cách khác, diện tích tam giác bằng độ dài cạnh đáy nhân với chiều cao chia 2:
{\displaystyle S={\frac {1}{2}}bh}
Đặc biệt
Tam giác vuông thì diện tích sẽ tính là một nửa tích hai cạnh góc vuông hoặc nửa tích đường cao với cạnh huyền.
Tam giác đều thì diện tích sẽ tính là bình phương 1 cạnh nhân với {\displaystyle {\frac {\sqrt {3}}{4}}}

### Bằng cách dùng vectơ
| Nếu tứ giác ABDC là hình bình hành thì diện tích của nó được tính bởi công thức: {\displaystyle S_{ABCD}=\|[{\overrightarrow {AB}},{\overrightarrow {AC}}]\|} trong đó {\displaystyle [{\overrightarrow {AB}},{\overrightarrow {AC}}]} là tích có hướng của hai vectơ {\displaystyle {\overrightarrow {AB}}} và {\displaystyle {\overrightarrow {AC}}}. Diện tích tam giác ABC bằng một nửa diện tích của hình bình hành ABDC nên: {\displaystyle S_{ABC}={\frac {1}{2}}\|[{\overrightarrow {AB}},{\overrightarrow {AC}}]\|} |

### Bằng cách dùng lượng giác
Diện tích tam giác bằng nửa tích độ dài 2 cạnh nhân với sin của góc hợp bởi 2 cạnh đó.
| Vì {\displaystyle h=a.\sin \gamma \,} và {\displaystyle S={\frac {1}{2}}bh} nên ta có: {\displaystyle S={\frac {1}{2}}ab\sin \gamma } |

### Bằng phương pháp dùng tọa độ
Nếu đỉnh A đặt ở gốc tọa độ (0, 0) của hệ tọa độ Descartes và tọa độ của hai đỉnh kia là B = (xB, yB) và C = (xC, yC), thì diện tích S của tam giác ABC bằng một nửa của giá trị tuyệt đối của định thức
{\displaystyle S={\frac {1}{2}}\left|\det {\begin{pmatrix}x_{B}&x_{C}\\y_{B}&y_{C}\end{pmatrix}}\right|={\frac {1}{2}}|x_{B}y_{C}-x_{C}y_{B}|.}
Trong trường hợp tổng quát, ta có:
{\displaystyle S={\frac {1}{2}}\left|\det {\begin{pmatrix}x_{A}&x_{B}&x_{C}\\y_{A}&y_{B}&y_{C}\\1&1&1\end{pmatrix}}\right|={\frac {1}{2}}{\big |}x_{A}y_{C}-x_{A}y_{B}+x_{B}y_{A}-x_{B}y_{C}+x_{C}y_{B}-x_{C}y_{A}{\big |}={\frac {1}{2}}{\big |}(x_{C}-x_{A})(y_{B}-y_{A})-(x_{B}-x_{A})(y_{C}-y_{A}){\big |}.}
Trong không gian ba chiều, diện tích của tam giác cho bởi {A = (xA, yA, zA), B = (xB, yB, zB) và C = (xC, yC, zC)} là tổng 'Pythagor' của các diện tích các hình chiếu của chúng trên các mặt phẳng tọa độ (nghĩa là x=0, y=0 and z=0):
{\displaystyle S={\frac {1}{2}}{\sqrt {\left(\det {\begin{pmatrix}x_{A}&x_{B}&x_{C}\\y_{A}&y_{B}&y_{C}\\1&1&1\end{pmatrix}}\right)^{2}+\left(\det {\begin{pmatrix}y_{A}&y_{B}&y_{C}\\z_{A}&z_{B}&z_{C}\\1&1&1\end{pmatrix}}\right)^{2}+\left(\det {\begin{pmatrix}z_{A}&z_{B}&z_{C}\\x_{A}&x_{B}&x_{C}\\1&1&1\end{pmatrix}}\right)^{2}}}.}

### Áp dụng công thức Heron
Cũng có thể tính diện tích tam giác S theo Công thức Heron:    {\displaystyle S={\sqrt {p(p-a)(p-b)(p-c)}}}
trong đó {\displaystyle p={\frac {1}{2}}(a+b+c)} là nửa chu vi của tam giác.

### Thông qua đường tròn nội tiếp
Gọi r là bán kính đường tròn nội tiếp tam giác và {\displaystyle p={\frac {1}{2}}(a+b+c)} là nửa chu vi của tam giác, khi đó {\displaystyle S=pr}

### Thông qua đường tròn ngoại tiếp
Gọi R là bán kính đường tròn ngoại tiếp tam giác, khi đó {\displaystyle S={\frac {abc}{4R}}}

## Những nguyên tắc cơ bản

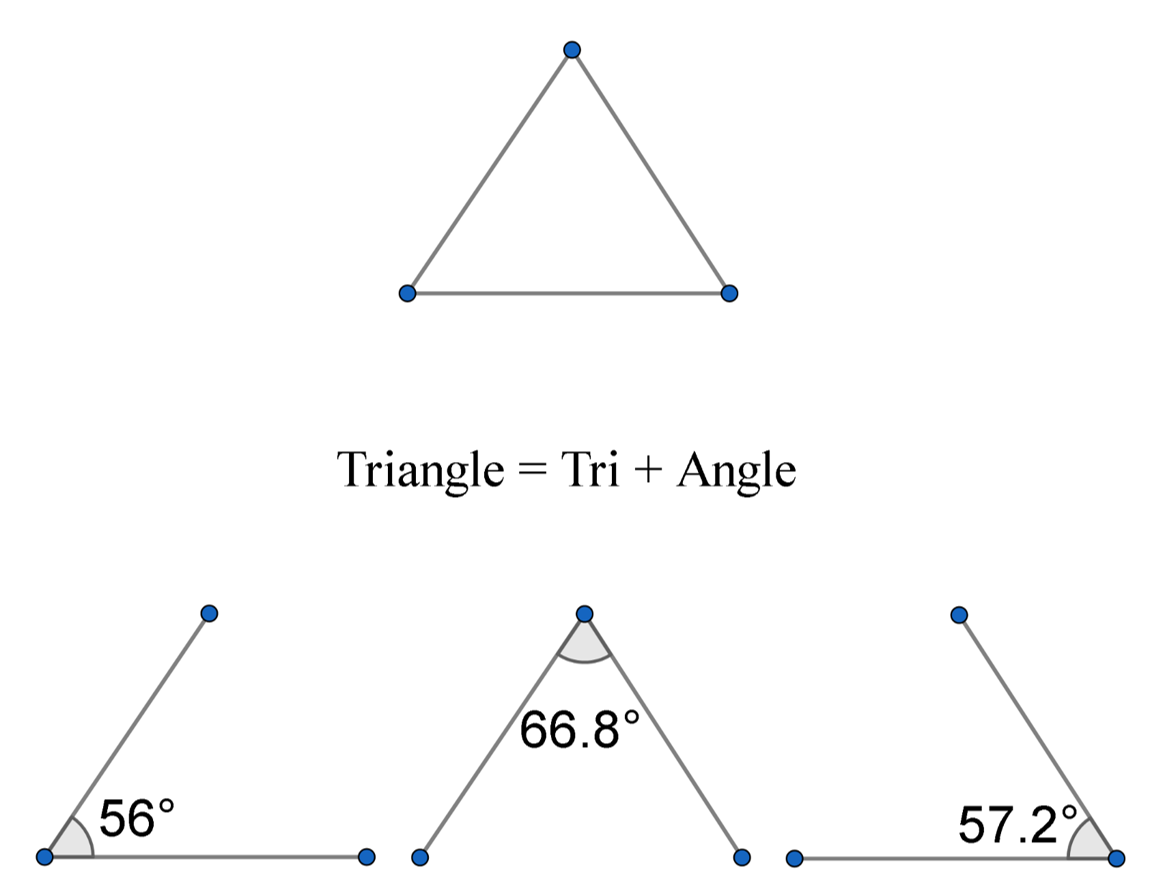
Tam giác là tổng hợp của ba cạnh và ba góc hợp lại.

Euclid đã trình bày các nguyên tắc cơ bản về tam giác trong tập 1 đến tập 4 tác phẩm Cơ sở (Elements) của ông, viết khoảng năm 300 TCN.
Tam giác là một đa giác và đơn hình bậc 2 (xem đa diện).
Hai tam giác là đồng dạng nếu có thể khai triển (co hay giãn) tam giác này theo cùng một tỷ lệ để có tam giác kia. Trường hợp này, độ dài của những bên đồng vị có tỷ lệ bằng nhau. Tức là hai tam giác đồng dạng với nhau, nếu cạnh lớn nhất của tam giác này gấp bao nhiêu lần cạnh lớn nhất của tam giác kia, thì cạnh bé nhất của tam giác này cũng gấp bấy nhiêu lần cạnh bé nhất của tam giác kia và tương tự với cạnh còn lại.
Hơn nữa, tỷ lệ cạnh dài trên cạnh ngắn của một tam giác sẽ phải bằng tỷ lệ cạnh dài trên cạnh ngắn của tam giác kia. Điều quan trọng là những góc đồng vị phải bằng nhau để hai tam giác được đồng dạng nhau. Việc này cũng xảy ra nếu một tam giác có một cạnh chung với tam giác kia, và những cạnh đối với nó thì bằng nhau.
Hàm lượng giác sin và cosin có thể hiểu được khi dùng tam giác vuông và khái niệm đồng dạng. Đó là hai hàm của góc được nghiên cứu bởi lượng giác học.

## Những định lý nổi tiếng được áp dụng trong tam giác

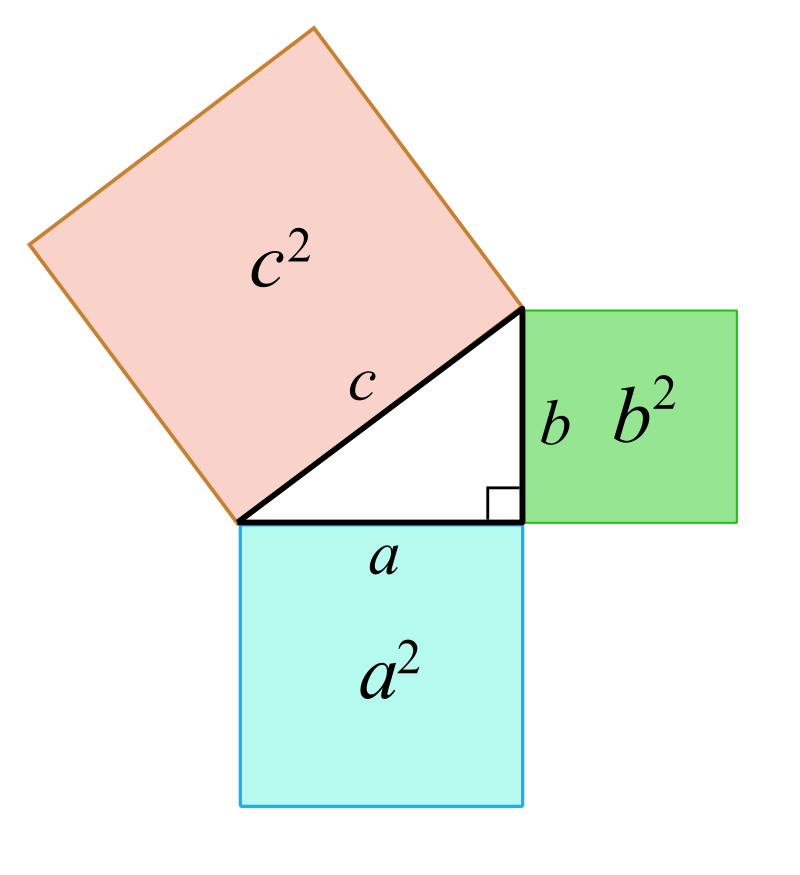
Định lý Pythagoras

Một số định lý nổi tiếng có liên quan đến tam giác là:
1. Định lý Pythagoras: Trong một tam giác vuông, bình phương cạnh huyền bằng tổng bình phương của hai cạnh góc vuông. Được viết bởi hệ thức: c2 = a2 + b2
2. Định lý Apollonius: Với một tam giác ABC, và AD là đường trung tuyến ta có hệ thức: AB2 + AC2 = 2(AD2 +BD2)
3. Định lý Stewart: Gọi a, b, và c là độ dài các cạnh của một tam giác. Gọi d là độ dài của đoạn thẳng nối từ một đỉnh của tam giác với điểm nằm trên cạnh (ở đây là cạnh có độ dài là a) đối diện với đỉnh đó. Đoạn thẳng này chia cạnh a thành hai đoạn có độ dài m và n, định lý Stewart sẽ có hệ thức: b2m + c2n = a(d2 +mn)
4. Định lý Thales: Có một đường thẳng cắt hai cạnh của một tam giác và song song với cạnh còn lại thì sẽ xuất hiện những cặp đoạn thẳng tỉ lệ trên hai cạnh được cắt đó.

## Các công trình kiến trúc sử dụng hình tam giác

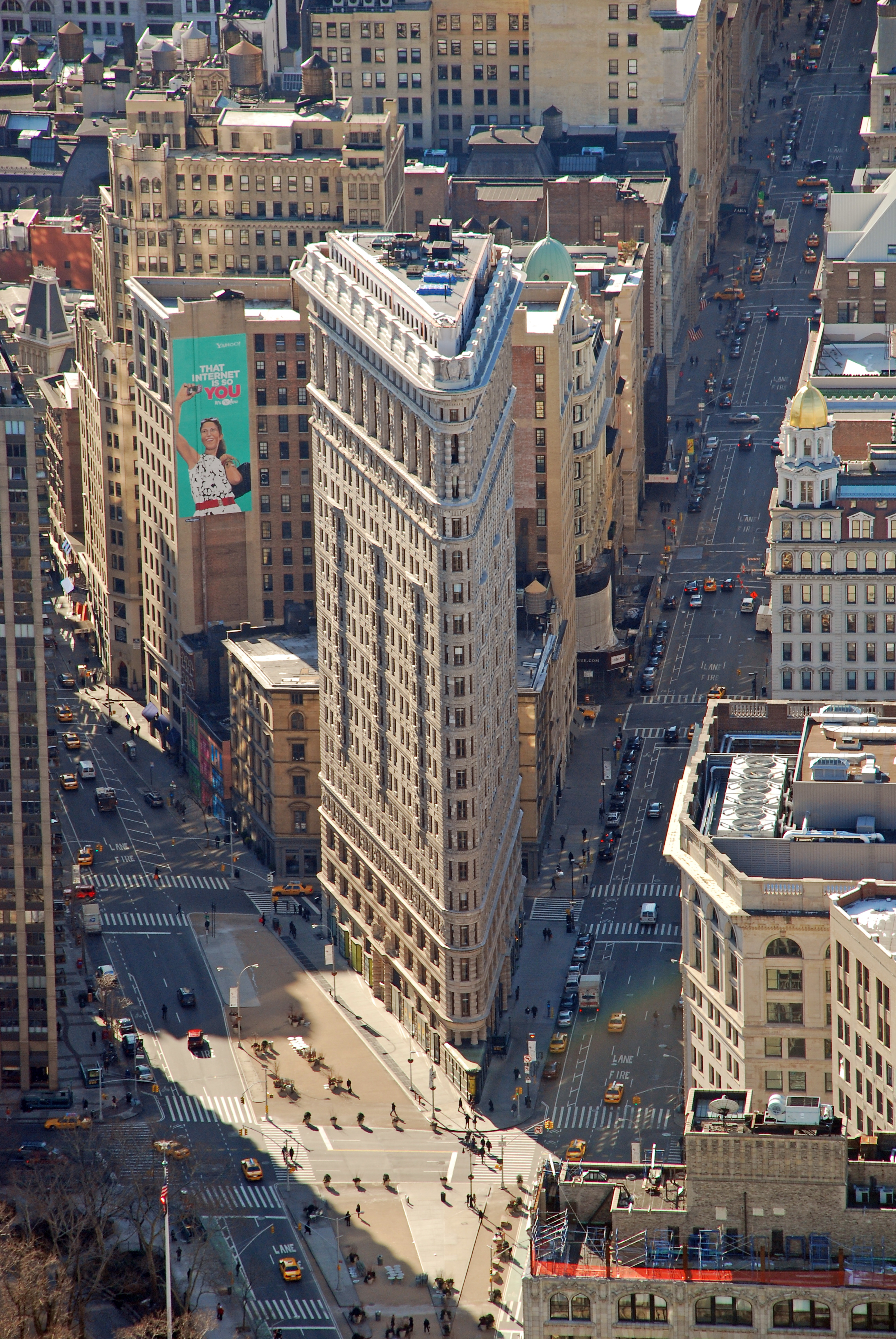
Tòa nhà Flatiron lăng trụ đứng đáy hình tam giác (chính giữa).

Hiện nay, hình chữ nhật là một dạng hình học phổ biến và phổ biến nhất cho các công trình vì hình dạng dễ xếp chồng và sắp xếp, thật dễ dàng để thiết kế đồ nội thất và đồ đạc để phù hợp với bên trong các tòa nhà hình chữ nhật. Hình tam giác, trong khi khó sử dụng hơn về mặt khái niệm nhưng nó cung cấp rất nhiều sức mạnh cho chúng ta. Khi công nghệ máy tính giúp các kiến trúc sư thiết kế các tòa nhà mới sáng tạo, hình dạng tam giác ngày càng trở nên phổ biến như là một phần của các công trình và là hình dạng chính cho một số loại nhà cao tầng cũng như các vật liệu xây dựng, đồ dùng nội thất. Năm 1989 tại Tokyo, Nhật Bản, các kiến trúc sư đã tự hỏi liệu có thể xây dựng một tòa tháp với hơn 500 tầng để cung cấp không gian văn phòng giá cả phải chăng cho thành phố đông đúc như thế này hay không. Nhưng sự nguy hiểm đối với các tòa nhà từ trận động đất, các kiến trúc sư cho rằng hình dạng tam giác sẽ là cần thiết, và như vậy một tòa nhà hình tam giác đã được xây dựng.
Tại thành phố New York, khi đi qua các đại lộ lớn, ta có thể nhìn thấy nhiều các công trình lớn xây dựng theo hình lăng trụ đứng có đáy là tam giác. Ví dụ điển hình như vậy là Tòa nhà Flatiron hình tam giác mà mọi người thừa nhận có một không gian thật không dễ để chứa đồ nội thất văn phòng hiện đại nhưng điều đó không ngăn cản công trình trở thành một biểu tượng mang tính bước ngoặt. Các nhà thiết kế đã làm nhà ở Na Uy bằng cách sử dụng các chủ đề hình tam giác. Hình dạng tam giác cũng đã xuất hiện trong nhà thờ cũng như các tòa nhà công cộng bao gồm các trường đại học cũng như hỗ trợ cho các mẫu thiết kế nhà sáng tạo hơn nữa.
Cấu trúc của một hình tam giác rất chắc chắn, trong khi đó cấu trúc của các đa giác khác có thể bị làm lệch đi (ví dụ một hình chữ nhật có thể bị bẻ lệch thành hình bình hành) từ áp suất đến những điểm trong nó, hình tam giác có sức mạnh tự nhiên hỗ trợ các cấu trúc chống lại các áp lực bên. Một hình tam giác sẽ không bao giờ thay đổi hình dạng trừ khi các cạnh của nó bị uốn cong, mở rộng hoặc gãy hoặc nếu các khớp của nó bị gãy. Về bản chất, mỗi một cạnh trong tam giác đều hỗ trợ cho hai cạnh còn lại. Một hình chữ nhật, ngược lại, phụ thuộc nhiều hơn vào sức mạnh của các khớp theo nghĩa cấu trúc. Một số nhà thiết kế sáng tạo đã đề xuất làm cho gạch không chỉ có hình dạng chữ nhật, và với hình dạng tam giác có thể được kết hợp theo ba chiều. Rất có khả năng các hình tam giác sẽ được sử dụng ngày càng nhiều theo những cách mới khi kiến trúc tăng độ phức tạp. Điều quan trọng cần nhớ là hình tam giác rất mạnh về độ cứng, nhưng trong khi được sắp xếp theo hình tam giác sắp xếp không mạnh như hình lục giác khi bị (do đó sự phổ biến của các hình lục giác trong tự nhiên).